# Open Universiteit van Israël

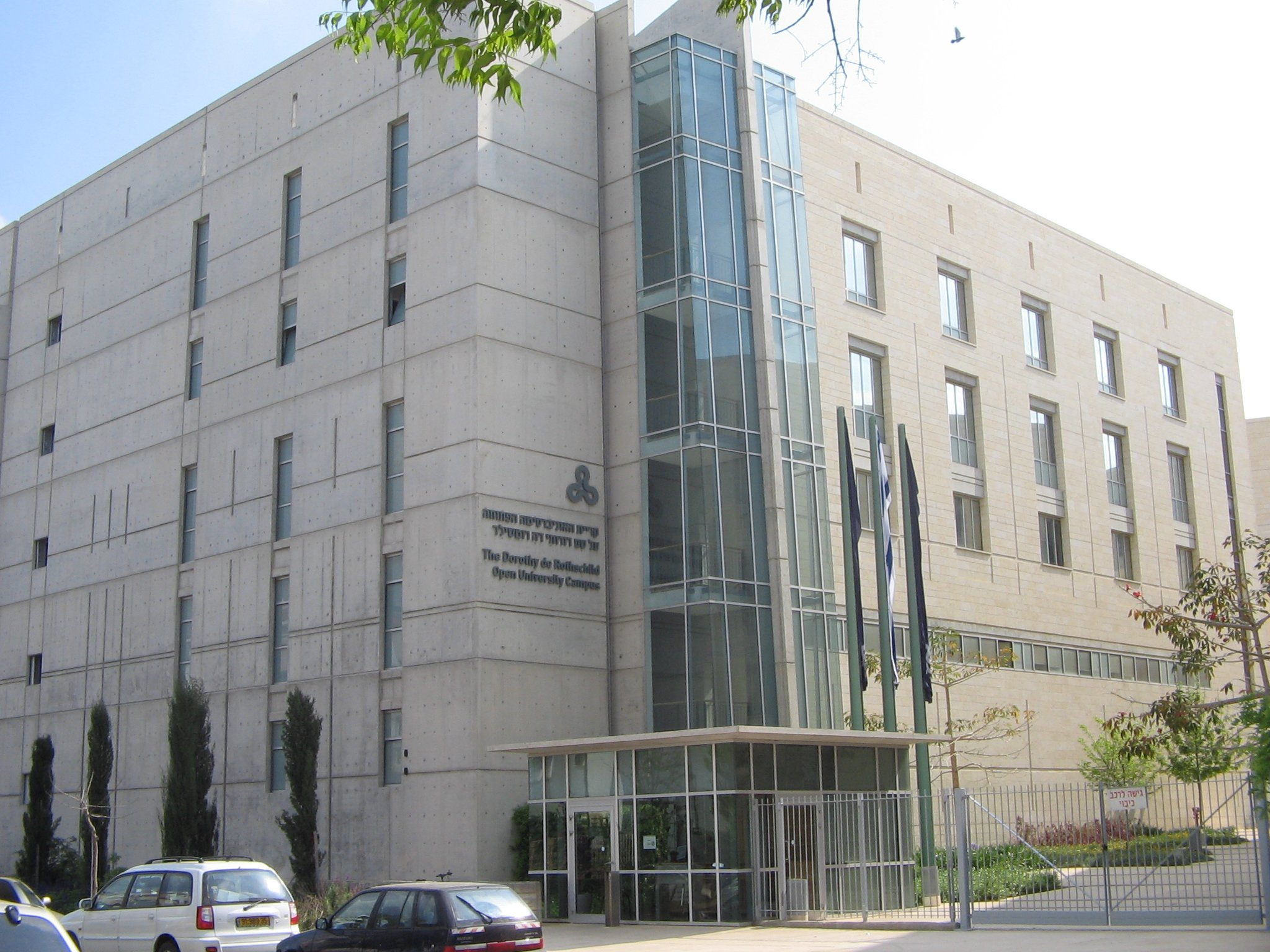
Dorothy de Rothschild-gebouw van de Open Universiteit van Israël

De Open Universiteit van Israël (Hebreeuws: האוניברסיטה הפתוחה - HaUniversita HaPtucha, Engels: Open University of Israel) is een universiteit voor afstandsonderwijs in Israël. De hoofdvestiging bevindt zich in Ra'anana. In 2006 had het aantal studenten de 40.000 bereikt en werden meer dan 600 cursussen aangeboden in meer dan 50 studiecentra verspreid over het hele land. De universiteit heeft meer studenten dan iedere andere academische instelling in Israël. Zij komen van over de hele wereld. De universiteit is bevoegd tot het verlenen van diploma’s op alle universitaire niveaus.

## Geschiedenis
De Open Universiteit van Israël is opgericht in 1974, naar het voorbeeld van de Britse Open University. Het eerste studiesemester begon op 17 oktober 1976. In 1980 werd de Open Universiteit officieel erkend als instituut voor hoger onderwijs en werd zij erkend voor het verlenen van bachelordiploma’s (BA). In 1982 werd op de eerste diploma-uitreiking van deze universiteit aan 41 studenten het BA-diploma verleend.
In 1987 telde de universiteit 11.000 studenten en bood zij 180 cursussen aan. Zij groeide snel door, en in 1993 waren er 20.000 studenten, 300 cursussen en 405 nieuwe afgestudeerden. Vervolgens begon men in 1996 met een programma voor masteropleidingen (MA). In 2002 waren er 36.710 ingeschreven studenten, en in 2003 had de universiteit meer dan 13.000 afgestudeerden met een academisch diploma.
In 2010 begon men met online-cursussen in het Russisch. Studenten vanuit de gehele wereld konden zich inschrijven voor 24 opleidingen, merendeels over Israëlische of Joodse onderwerpen. In het kader van dit online-programma kunnen examens overal ter wereld worden afgelegd in Israëlische consulaten en kantoren van de Jewish Agency.

## Baccalaureaatsopleidingen

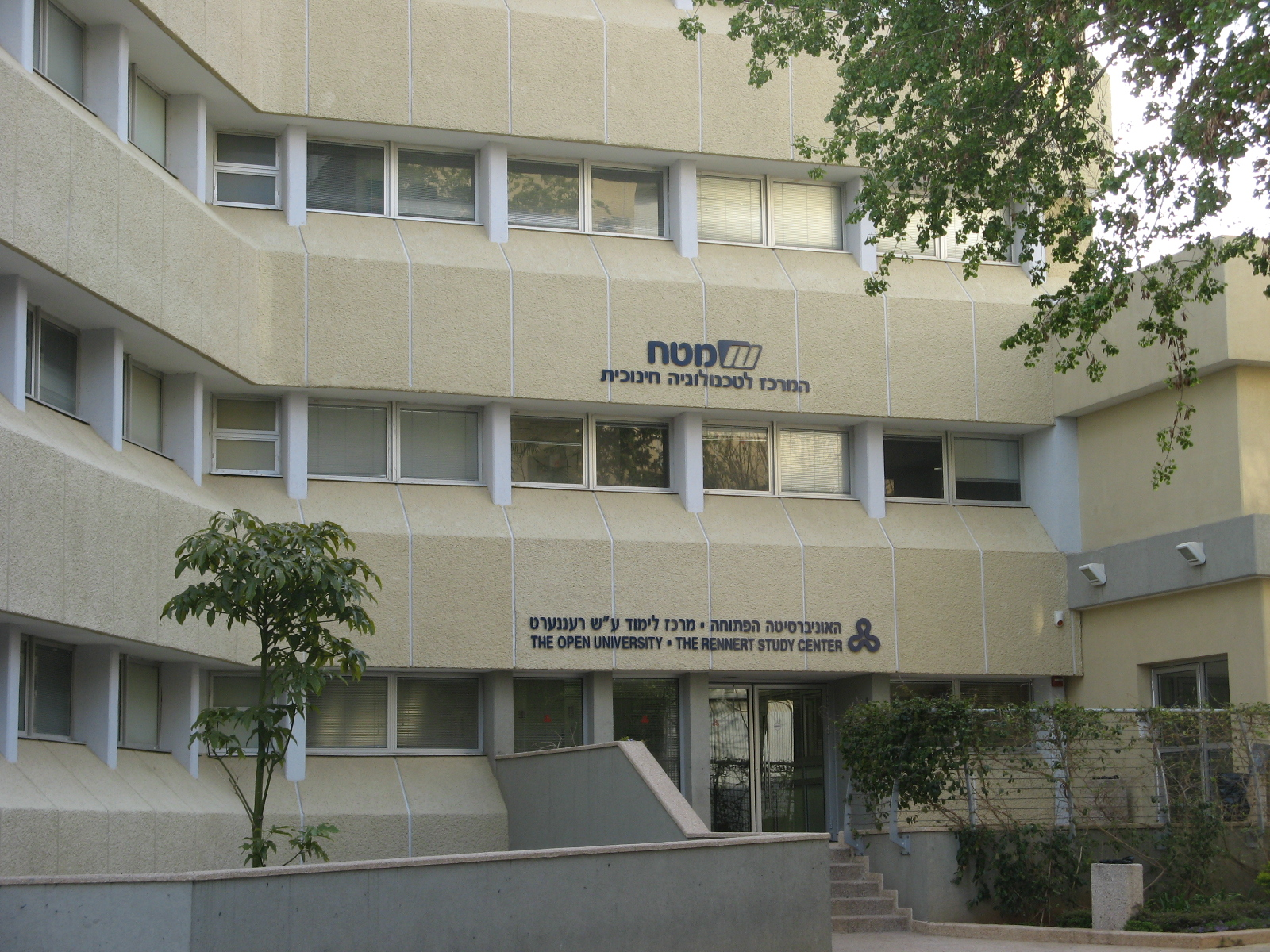
Het Rennert-studiecentrum

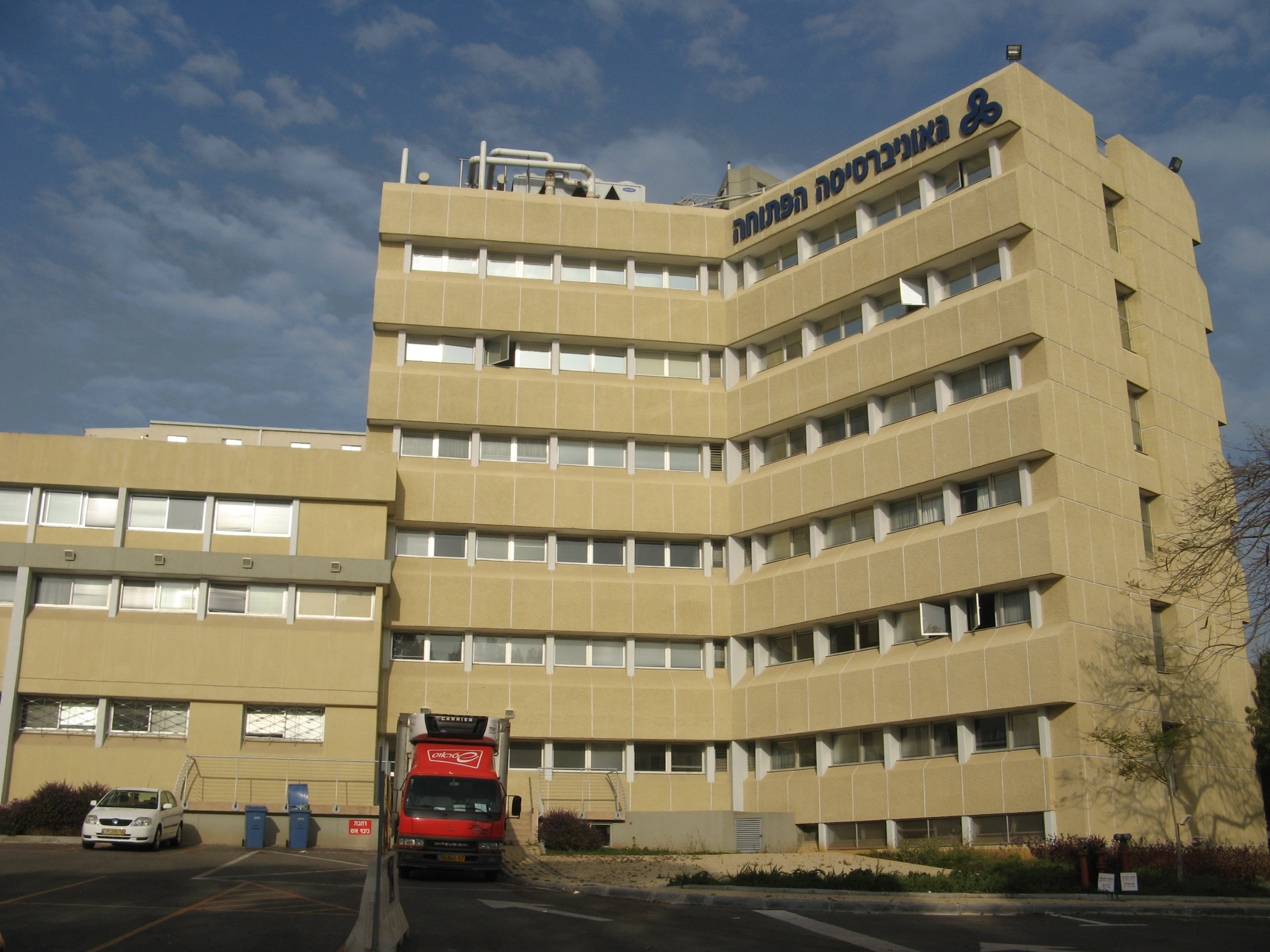
Het Klauzner-gebouw

De Open Universiteit is toegankelijk voor eenieder die een baccalureaatsdiploma wil halen, zonder toelatingseisen of screening. Niettemin stelt de OU hoge eisen en worden van de afstudeerders academische prestaties verwacht. Een ander manier waarop de OU ‘open’ is, is het studietraject dat men zijn studenten aanbiedt. Op het moment dat iemand zich als student inschrijft, hoeft hij of zij nog geen hoofdvak te kiezen en evenmin de te verwachten studieduur op te geven. Het is zelfs mogelijk om een of enkele cursussen te volgen zonder een diploma te halen, of om enkele cursussen per semester te volgen, totdat uiteindelijk voldoende studiepunten zijn behaald voor een academisch examen zodat men een titel kan halen.
Voor iedere cursus van de OU zijn er speciale boeken samengesteld met bijbehorende oefeningen, waarmee de studenten zelfstandig kunnen studeren. Ook aan andere Israëlische universiteiten en hogescholen zijn de boeken en leermiddelen van de OU populair geworden.
Als aanvulling op de zelfstudie zijn er van tijd tot tijd groepsbijeenkomsten waarin studenten de docent vragen kunnen stellen over de studiestof en kunnen discussiëren met medestudenten van dezelfde cursus. Deze bijeenkomsten worden verspreid over hel Israël gehouden, en het is niet verplicht ze bij te wonen. Ook via de internetsite van de OU kunnen studenten met docenten en met elkaar overleggen. Van sommige cursussen zijn er ook videocassettes, multimedia-cd’s en andere audiovisuele middelen. Tegenwoordig kunnen ook door middel van videoconferenties colleges in real time worden gevolgd zonder dat men daarvoor allemaal naar één locatie hoeft te komen. Voor iedere cursus dienen verschillende verplichte opdrachten te worden uitgevoerd en een afsluitend tentamen te worden afgelegd. Om een graad te verkrijgen, dient een student een of meer seminars gevolgd te hebben, afhankelijk van het studieprogramma. De seminarverslagen worden beoordeeld door een wetenschappelijke medewerkers van verschillende Israëlische universiteiten en hogescholen.

## Masteropleidingen
De OU biedt ook masteropleidingen voor enkele van zijn studierichtingen. Deze zijn niet voor iedereen toegankelijk, maar stellen toelatingseisen. Tot nu toe biedt de OU geen doctoraatsprogramma.

## Affiliatie met andere universiteiten
De OU heeft een overeenkomst gesloten met de overige Israëlische universiteiten, waardoor studenten hun baccalaureaatsopleiding binnen het flexibele systeem van de OU kunnen doen, en zij na enkele cursussen te hebben gevolgd alsnog kunnen besluiten aan de OU te willen afstuderen dan wel naar een andere instelling over te stappen.
Sinds 2007 zijn er overstapmogelijkheden naar bepaalde studierichtingen aan de Universiteit van Tel Aviv, de Hebreeuwse Universiteit van Jeruzalem, de Universiteit van Haifa, de Ben-Gurion Universiteit van de Negev, de Bar-Ilanuniversiteit en het Technion.